# Linia kolejowa Manowo – Jacinki
Linia kolejowa Manowo – Jacinki – wąskotorowa linia kolejowa łącząca Manowo z Jacinkami. Linia została otwarta 1 listopada 1898 roku. W kwietniu 1945 roku została rozebrana przez Rosjan. Linia na całej swojej długości posiadała rozstaw szyn wynoszący 750 mm.